# Kiyohara Yukinobu
Kiyohara Yukinobu (清原 雪信?), (1644 - 5 de junio de 1682) fue una pintora japonesa del periodo Edo de la escuela Kanō.

## Biografía

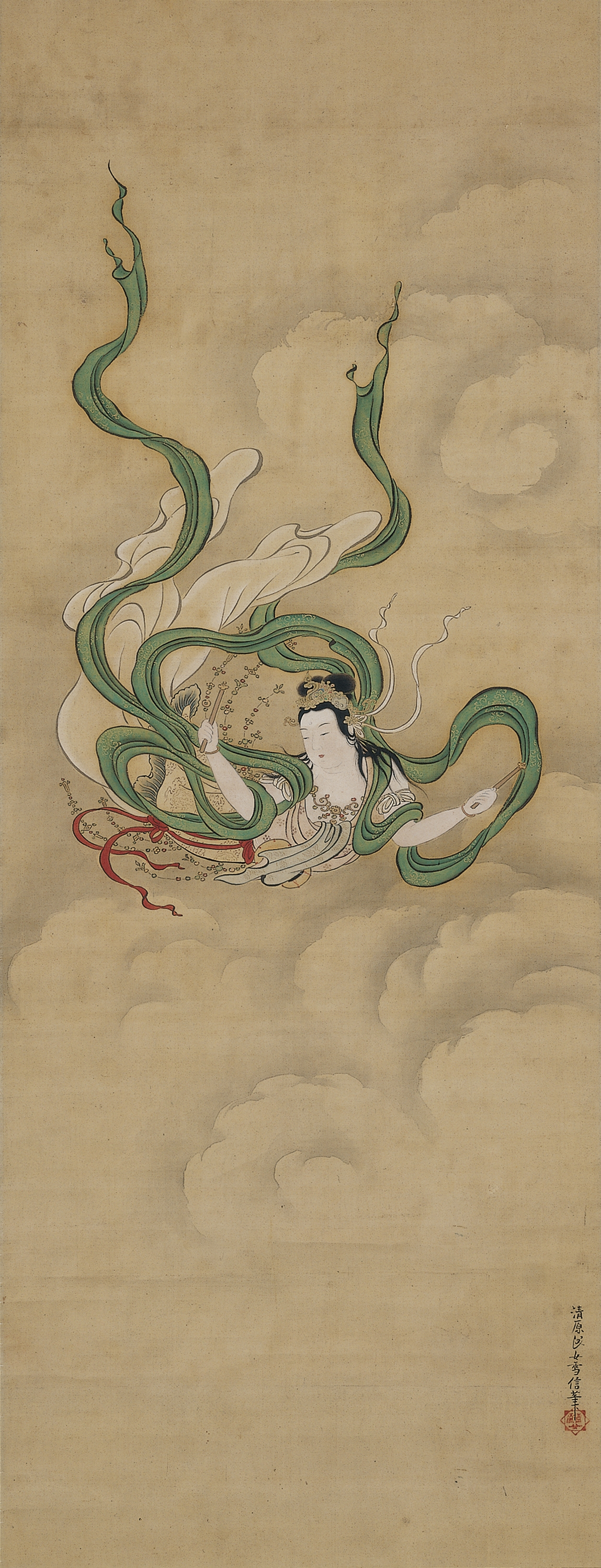
Vuelo celeste

Su madre, Kuniko, era sobrina del maestro Kanō Tannyū. Su padre, Kusumi Morikage, discípulo de Kanō Tannyū, era igualmente pintor y participa en su formación y la incita a adoptar un estilo erudito venido de China.
Yukinobu estudió las obras y los cuadernos del maestro Tannyü, y es probable que se convirtiera en su discípula. Vivió en Kyoto y contrajo matrimonio con Kiyohara Hirano Morokiyo, pintor también de la escuela Kanō y estudiante de Tannyü. Fue el propio maestro Tannyü el que arregló el matrimonio entre ambos, como ya había hecho con los padres de Yukinobu, lo que subraya la importancia de los vínculos familiares para la escuela Kanō. Es muy probable que los dos estudiaran juntos los preceptos de la escuela impartidos por el maestro.

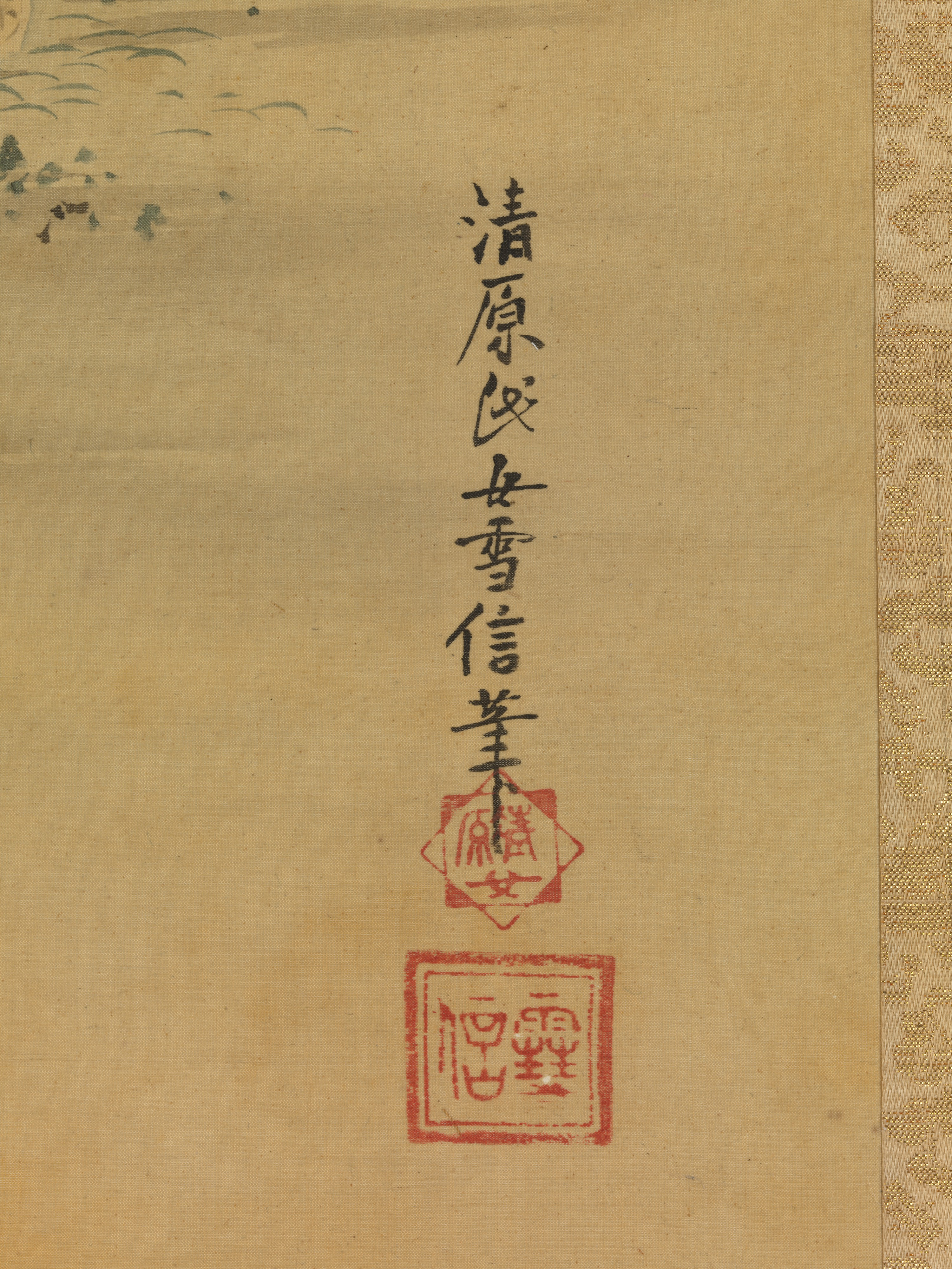
Firma de Yukinobu: «Pintura de Yukinobu, hija de la familia Kiyohara»

La escuela Kanō tenía reglas muy estrictas, conforme a las cuales las tradiciones debían conservarse con un sistema hereditario entre padre e hijo varones. En caso de que no hubiera hijos debidamente dotados para la tarea, se adoptaba a nuevos talentos en la familia, que podían llegar a convertirse en aprendices de la escuela, de la que sin embargo solía excluirse a las mujeres, que solo en casos excepcionales llegaban a conseguir poder ganarse la vida como pintoras. Yukinobu, probablemente por la habilidad demostrada, fue la única mujer del grupo en conseguir el éxito. Gracias a su posición familia, muchos Samurai y familias adineradas de Kyoto se convirtieron en mecenas suyos, en un momento en que lo normal era comisionar las obras a artistas de género masculino.
Kiyohara Yukinobu se convirtió en la mujer más célebre de la escuela Kanō, una academia pictórica de Kioto conocida por su hostilidad hacia las mujeres.
La posición de Yukinobu como artista de la escuela Kanō la ayudó a consolidar su éxito; poseer cuadros de una pintora se convirtió en una novedad en aquel periodo, y daba prestigio a quien le comisionaba una obra. Entre los comitentes hubo también nobles y miembros de la corte, que apreciaban el refinamiento de su estilo. Un ejemplo de ello es el de una dama de la corte de Kyoto, Kaoru, que le comisionó una pintura de un paisaje otoñal sobre un tejido de seda y pidió a ocho nobles de la corte que escribieran sobre el mismo con tinta negra; sin saber luego qué hacer con aquella tela decorada, finalmente se hizo un kimono. La novela de Ihara Saikaku, La Vida de una mujer galante (好色一代女, Kōshoku Ichidai Onna?), refiere esta historia en la cual una cortesana encargo un trabajo a Kiyohara Yukinobu, un cuadro sobre el otoño, pintado sobre seda.
Según las normas sociales del momento, Yukinobu no tenía permitido acudir a los castillos o a los templos para asistir a la decoración de los paneles, de los cortavientos o de otras grandes decoraciones arquitectónicas.  La pintora recibía tan solo encargos de obras de tamaño pequeño, tal vez porque también se consideraba que se adaptaban mejor al género femenino. Las firmaba todas con su nombre, frente a obras de otros artistas menores que se acompañaban de la firma del maestro. Esta cuestión, el hecho de que tantas obras lleven su firma da idea de la fama que adquirió, aparte del hecho de que numerosos mecenas pedían específicamente obras de ella. La pintora firmaba como “Yukinobu, hija de la familia Kiyohara", subrayando así su género, que hasta el momento ningún artista había necesitado especificar.
Su trabajo cubrió una gran variedad de formatos, de pequeños rollos de seda a grandes superficies. Temáticamente, abordó asuntos tradicionales, tales como los paisajes (Paisaje de primavera y Paisaje de otoño, en el Museo de Arte de Cleveland), las flores, los pájaros, las personalidades budistas, etc. Sin embargo, una parte significativa de su obra se inscribe igualmente en el estilo yamato-e, la cual sobresale también por la producción de numerosas representaciones de mujeres, incluyendo personajes legendarios tales como Murasaki Shikibu.
En sus obras, representó personajes femeninos históricos o legendarios, como por ejemplo a Murasaki Shikibu. A veces los varones de la escuela Kanō también pintaban a estas mujeres, pero son más numerosas entre las obras de Yukinobu; se especula también que pudiera haber razones sentimentales para ello.
Kiyohara Yukinobu murió en 1682.

## Estilo y obras

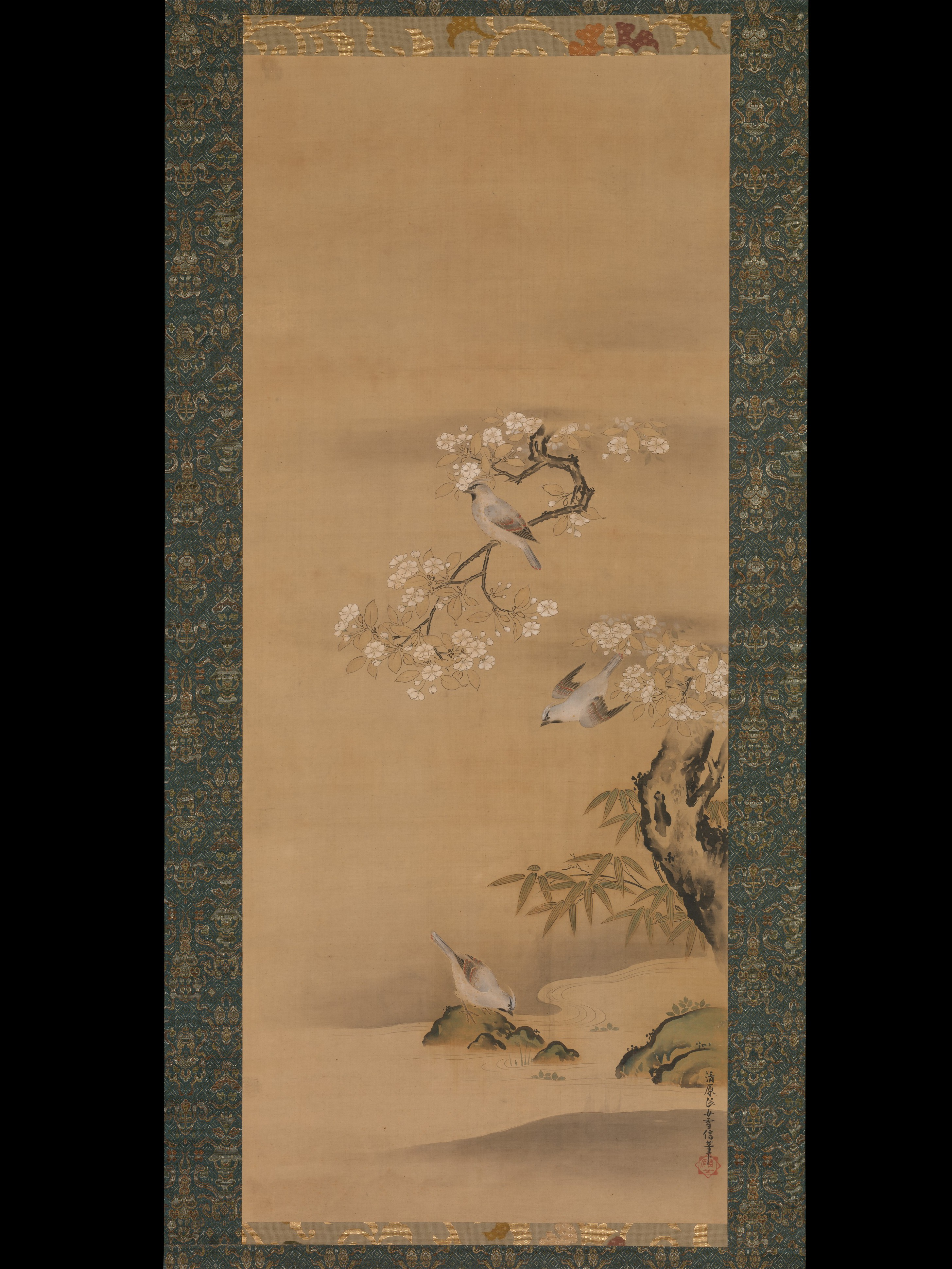
Ejemplo de paisaje: Ampelis, Flores de Cerezo y Bambú

Bajo la supervisión de su padre y después de su maestro, Yukinobu consiguió unir los motivos convencionales del periodo Muromachi, aquellos del estilo Kanō, a la experimentación con motivos de estilo yamato-e, el estilo tradicional japonés.
La escuela Kanō nació de la pintura kanga, pintura china hecha a tinta, con motivos y paisajes típicamente chinos; su padre la animó a estudiar esta pintura tradicional, prevaleciendo sobre el estudio del estilo chino, que era considerado más masculino, con colores monocromáticos y vibrantes, y motivos clásicos chinos tales como paisajes, pájaros, divinidades budistas y flores. La escuela Kanō se unió más tarde al estilo yamato-e, con colores más claros y paisajes más suaves, más cercanos a la realidad del Sol Naciente. Una vez que finalizó su instrucción en las antiguas tradiciones Kanō, Yukinobu estudió las obras de Tannyū y se dedicó a consolidar el estilo yamato-e, creando un estilo muy personal, con pinceladas fluidas y una aplicación cuidadosa y delicada de los colores claros, distribuyendo las capas de color opaco una sobre otra, de manera que en sus pinturas sobre seda se notara la luminosidad de la tela bajo el color. Así hizo suyo el uso de la tinta, utilizándola más diluida para crear difuminados y paisajes, y de manera más concentrada para hacer contraste a través de líneas más definidas.

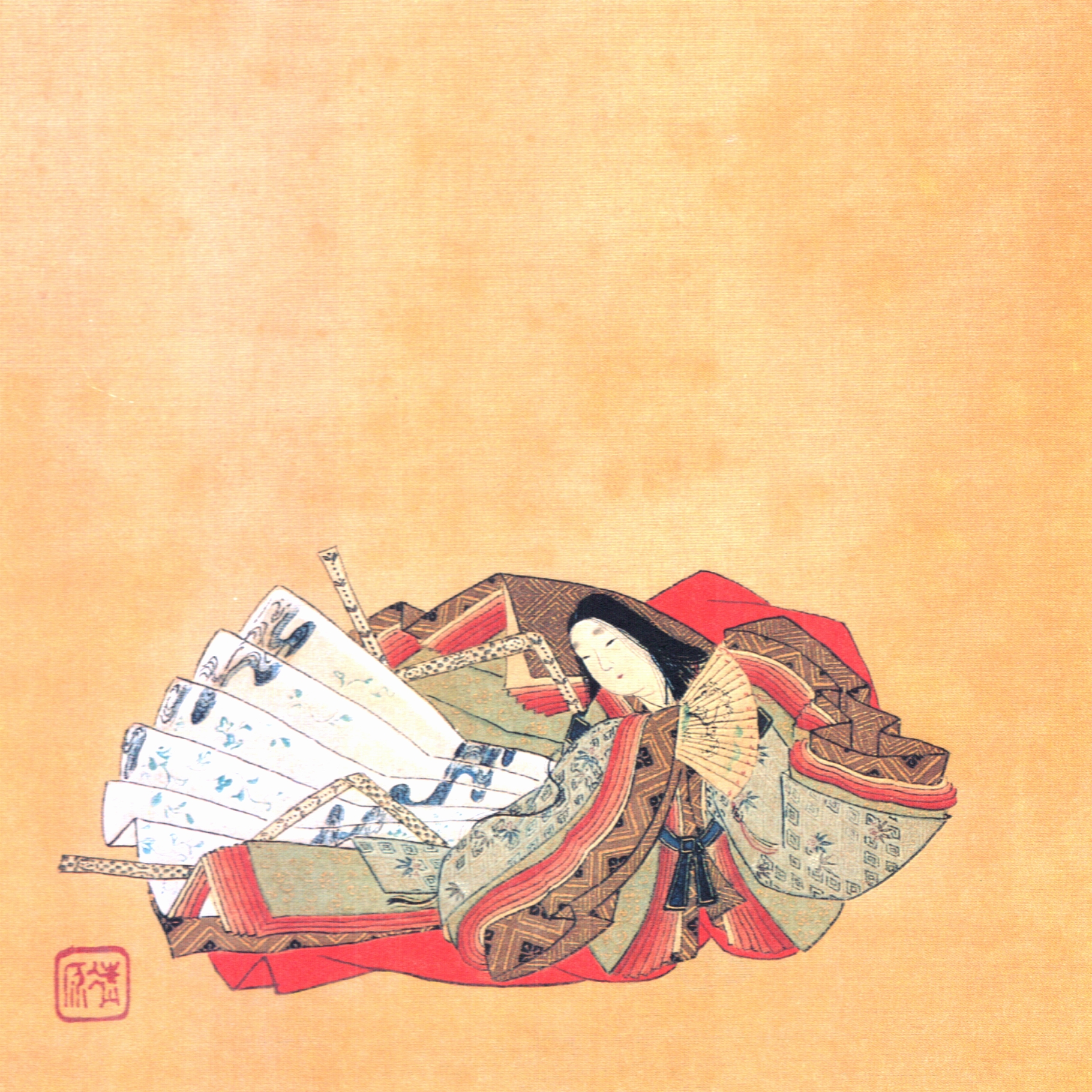

Existen numerosas obras de Yukinobu, con una amplia gama de motivos y estilos. Trabajaba tanto en grandes paneles como en pequeños pergaminos, utilizando distintos tipos de pinceladas según los motivos a pintar. Sus obras a menudo estaban vinculadas a las estaciones, representándolas con flores o animales que, por simbología, se remitían a aquellas. De hecho muchos de sus trabajos reflejan paisajes otoñales y primaverales. Entre sus obras existen también pergaminos con personajes históricos o literarios chinos, además de divinidades budistas. Las obras sobre figuras chinas importantes eran a menudo pintadas en un estilo más cercano al de la escuela Kanō; a menudo Yukinobu pintaba figuras legendarias tales como los Ocho Inmortales, o escenas de relatos chinos antiguos utilizando entonces un estilo asociado al arte Zen, retocado por la escuela, que exaltaba a los sujetos a través de la inclusión de un fondo apenas insinuado. También las figuras budistas a menudo se inspiraban en el Budismo Zen, con motivos típicamente vinculados a este, tales como el Kannon de vestiduras blancas. Estos motivos los pintaba con un estilo femenino y elegante, poniendo en valor la estética por encima del sentimiento religioso.
Lo que verdaderamente la distingue de sus compañeros fue el alto porcentaje de obras que dedicó a representar figuras femeninas importantes.  De divinidades budistas femeninas a ilustres mujeres chinas, y especialmente poetas y artistas japonesas. Predominaba la creación de obras representando poetas y figuras históricas tales como Murasaki Shikibu, Sei Shōnagon, Ise Tayu, Ono no Komachi o Go-Toba In Kunai-kyō, o en su caso escenas de las obras de estas mujeres. Existen numerosos pergaminos con escenas de las obras del Genji Monogatari de Shikibu o de La noche del Cerdo de Shōnagon, en las que Yukinobu subraya los motivos a través de fondos cuidados y detallados; en algunas ocasiones para representar estas escenas utilizaba un estilo más cercano al de la escuela Tosa frente al de la escuela Kanō, lo cual muestra la versatilidad de esta pintora. Probablemente se veía a sí misma en las artistas del periodo Heian, a las que representaba como mujeres con mucho talento, expertas en caligrafía y pintura, y también hermosas y cuidadas, pintándolas con bonitos kimonos y luminosos cabellos negros.